# Meka moć
Meka moć ili meka sila je mogućnost privlačenja i kooptiranja umjesto, da se prinuda vrši kroz tvrdu moć kao recimo kroz nasilje ili kroz davanje novca kao načina uvjeravanja. 
Meka moć je mogućnost, da se oblikuje preferencija drugih kroz privlačnost ili priziv. Jedna od važnih odlika meke moći je, da nije prisilna. To je moć kroz meku moć kulture, političkih pogleda i vanjske politike. U posljednje vrijeme ovaj se pojam također koristio za one kampanje u kojima se utječe na društveno i javno mijenje neke zemlje kroz "zaobilazne puteve" i lobiranje preko jakih političkih i nepolitičkih udruga. 
Pojam meke moći u opticaj je uveo Joseph Nye u kasnim 1980-tim. Kasnije 2012. godine, Nye je dodatno pojasnio da je najveća odlika meke moći "propaganda bez propagande", jer prema Nyu u informacijskom dobu najveća vrijednost stoji u vjerodostojnosti infromacija."